# Kleinbahn Casekow–Penkun–Oder
| |                     |                                                 |                                                 |
| Kursbuchstrecke (DB): | 113f (1940)         |                                                 |                                                 |
| Kursbuchstrecke: | 113f (1934)         |                                                 |                                                 |
| Streckenlänge: | 42,1 km             |                                                 |                                                 |
| Spurweite: | 750 mm (Schmalspur) |                                                 |                                                 |
| |                     |                                                 |                                                 |
| \| \| \| von Angermünde \| \| \| \| 0,0 \| Casekow Klbf \| Casekow Klbf \| \| \| \| nach Szczecin \| \| \| \| 2,3 \| Zimmermannshof \| Zimmermannshof \| \| \| 4,1 \| Wartin Siedlung \| Wartin Siedlung \| \| \| 5,9 \| Wartin \| Wartin \| \| \| 9,4 \| Neuhof (Kr. Greifenhagen) \| Neuhof (Kr. Greifenhagen) \| \| \| 11,3 \| Sommersdorf \| Sommersdorf \| \| \| 14,3 \| Penkun \| Penkun \| \| \| \| Unterfahrung Autobahn Berlin–Stettin \| \| \| \| 15,7 \| Friedefeld-Wollin (Kr. Greifenhagen) \| Friedefeld-Wollin (Kr. Greifenhagen) \| \| \| 17,8 \| Battinsthal \| Battinsthal \| \| \| 20,1 \| Krackow (Kr. Greifenhagen) \| Krackow (Kr. Greifenhagen) \| \| \| \| Reichsstraße 113 \| \| \| \| 23,3 \| Hohenholz (Kr. Greifenhagen) \| Hohenholz (Kr. Greifenhagen) \| \| \| 25,1 \| Hohenholz Försterei \| Hohenholz Försterei \| \| \| 26,3 \| Kyritz (Kr. Greifenhagen) \| Kyritz (Kr. Greifenhagen) \| \| \| 28,8 \| Ladenthin \| Ladenthin \| \| \| \| Staatsgrenze Deutschland–Polen \| \| \| \| 30,7 \| Barnisław (Barnimslow) \| Barnisław (Barnimslow) \| \| \| 31,4 \| Warnik (Warnimshof) \| Warnik (Warnimshof) \| \| \| 32,6 \| Karwowo (Karow (Bz. Stettin)) \| Karwowo (Karow (Bz. Stettin)) \| \| \| 34,2 \| Będargowo Wąskotorowe (Mandelkow (Bz. Stettin)) \| Będargowo Wąskotorowe (Mandelkow (Bz. Stettin)) \| \| \| \| von Angermünde \| \| \| \| 36,5 \| Warzymice Wąskotorowe (Klein Reinkendorf) \| Warzymice Wąskotorowe (Klein Reinkendorf) \| \| \| \| von Pasewalk \| \| \| \| 38,3 \| Gumieńce Wąskotorowe (Scheune Klbf) \| Gumieńce Wąskotorowe (Scheune Klbf) \| \| \| \| Reichsstraße 2/Landesstraße 13 \| \| \| \| \| nach Szczecin \| \| \| \| 40,4 \| Ustowo Wąskotorowe (Güstow) \| Ustowo Wąskotorowe (Güstow) \| \| \| 42,1 \| Pomorzany Wąskotorowe (Pommerensdorf) \| Pomorzany Wąskotorowe (Pommerensdorf) \| \| \| 42,4 \| Pomorzany Port (Pommerensdorf Hafen) \| Pomorzany Port (Pommerensdorf Hafen) \| |                     |                                                 |                                                 |
| Strecke |                     | von Angermünde                                  | von Angermünde                                  |
| Bahnhof | 0,0                 | Casekow Klbf                                    | Casekow Klbf                                    |
| Abzweig ehemals geradeaus und nach rechts |                     | nach Szczecin                                   | nach Szczecin                                   |
| Haltepunkt / Haltestelle (Strecke außer Betrieb) | 2,3                 | Zimmermannshof                                  | Zimmermannshof                                  |
| Haltepunkt / Haltestelle (Strecke außer Betrieb) | 4,1                 | Wartin Siedlung                                 | Wartin Siedlung                                 |
| Haltepunkt / Haltestelle (Strecke außer Betrieb) | 5,9                 | Wartin                                          | Wartin                                          |
| Haltepunkt / Haltestelle (Strecke außer Betrieb) | 9,4                 | Neuhof (Kr. Greifenhagen)                       | Neuhof (Kr. Greifenhagen)                       |
| Haltepunkt / Haltestelle (Strecke außer Betrieb) | 11,3                | Sommersdorf                                     | Sommersdorf                                     |
| Bahnhof (Strecke außer Betrieb) | 14,3                | Penkun                                          | Penkun                                          |
| Tunnel (Strecke außer Betrieb) |                     | Unterfahrung Autobahn Berlin–Stettin            | Unterfahrung Autobahn Berlin–Stettin            |
| Haltepunkt / Haltestelle (Strecke außer Betrieb) | 15,7                | Friedefeld-Wollin (Kr. Greifenhagen)            | Friedefeld-Wollin (Kr. Greifenhagen)            |
| Haltepunkt / Haltestelle (Strecke außer Betrieb) | 17,8                | Battinsthal                                     | Battinsthal                                     |
| Haltepunkt / Haltestelle (Strecke außer Betrieb) | 20,1                | Krackow (Kr. Greifenhagen)                      | Krackow (Kr. Greifenhagen)                      |
| Bahnübergang (Strecke außer Betrieb) |                     | Reichsstraße 113                                | Reichsstraße 113                                |
| Haltepunkt / Haltestelle (Strecke außer Betrieb) | 23,3                | Hohenholz (Kr. Greifenhagen)                    | Hohenholz (Kr. Greifenhagen)                    |
| Haltepunkt / Haltestelle (Strecke außer Betrieb) | 25,1                | Hohenholz Försterei                             | Hohenholz Försterei                             |
| Haltepunkt / Haltestelle (Strecke außer Betrieb) | 26,3                | Kyritz (Kr. Greifenhagen)                       | Kyritz (Kr. Greifenhagen)                       |
| Haltepunkt / Haltestelle (Strecke außer Betrieb) | 28,8                | Ladenthin                                       | Ladenthin                                       |
| Grenze (Strecke außer Betrieb) |                     | Staatsgrenze Deutschland–Polen                  | Staatsgrenze Deutschland–Polen                  |
| Haltepunkt / Haltestelle (Strecke außer Betrieb) | 30,7                | Barnisław (Barnimslow)                          | Barnisław (Barnimslow)                          |
| Haltepunkt / Haltestelle (Strecke außer Betrieb) | 31,4                | Warnik (Warnimshof)                             | Warnik (Warnimshof)                             |
| Haltepunkt / Haltestelle (Strecke außer Betrieb) | 32,6                | Karwowo (Karow (Bz. Stettin))                   | Karwowo (Karow (Bz. Stettin))                   |
| Haltepunkt / Haltestelle (Strecke außer Betrieb) | 34,2                | Będargowo Wąskotorowe (Mandelkow (Bz. Stettin)) | Będargowo Wąskotorowe (Mandelkow (Bz. Stettin)) |
| Abzweig ehemals geradeaus und von rechts |                     | von Angermünde                                  | von Angermünde                                  |
| ehemaliger Haltepunkt / Haltestelle | 36,5                | Warzymice Wąskotorowe (Klein Reinkendorf)       | Warzymice Wąskotorowe (Klein Reinkendorf)       |
| Abzweig geradeaus und von links |                     | von Pasewalk                                    | von Pasewalk                                    |
| Bahnhof | 38,3                | Gumieńce Wąskotorowe (Scheune Klbf)             | Gumieńce Wąskotorowe (Scheune Klbf)             |
| Brücke |                     | Reichsstraße 2/Landesstraße 13                  | Reichsstraße 2/Landesstraße 13                  |
| Abzweig ehemals geradeaus und nach links |                     | nach Szczecin                                   | nach Szczecin                                   |
| Haltepunkt / Haltestelle (Strecke außer Betrieb) | 40,4                | Ustowo Wąskotorowe (Güstow)                     | Ustowo Wąskotorowe (Güstow)                     |
| Bahnhof (Strecke außer Betrieb) | 42,1                | Pomorzany Wąskotorowe (Pommerensdorf)           | Pomorzany Wąskotorowe (Pommerensdorf)           |
| Betriebs-/Güterbahnhof Streckenende (Strecke außer Betrieb) | 42,4                | Pomorzany Port (Pommerensdorf Hafen)            | Pomorzany Port (Pommerensdorf Hafen)            |

Die Kleinbahn Casekow–Penkun–Oder (CPO) war eine Schmalspurbahn in Spurweite 750 mm, die den südlichen Teil des pommerschen Landkreises Randow mit der Provinzhauptstadt Stettin (heute Szczecin) verband. Der Landkreis Randow wurde am 15. Oktober 1939 aufgelöst; der hier fragliche Teil wurde dem Landkreis Greifenhagen zugeteilt.

## Geschichte
Die Kleinbahn begann seit dem 8. April 1899 am Bahnhof Casekow der Hauptstrecke Berlin–Stettin und führte in nördlicher Richtung durch die Landschaft zwischen Oder und Randowbruch zu der Kleinstadt Penkun, dem Betriebsmittelpunkt des Personenverkehrs. Von hier erreichte sie nach insgesamt 38 Kilometern Fahrt den Landesbahnhof Scheune (heute Gumieńce, Stadtteil von Szczecin) mit der Hauptwerkstatt der Kleinbahn. Im benachbarten Staatsbahnhof konnte man die Züge aus Berlin und Pasewalk zur Weiterfahrt zum Hauptbahnhof Stettin erreichen. Ab dem 25. Oktober 1899 führte ein dreischieniges Gleis (Spurweite 750 und 1435 Millimeter) vier Kilometer weiter zum Endpunkt Pommerensdorf (heute Pomorzany, Stadtteil von Szczecin). Dieses diente vorwiegend dem Güterverkehr zum Hafen. Geplante Verlängerungen der Strecke in die Stettiner Innenstadt kamen nicht zustande.
1935 beförderte die CPO 93.080 Personen und 125.158 Tonnen Güter.
Eigentümer der Bahn war zunächst eine Aktiengesellschaft, an der zuletzt der Preußische Staat, die Provinz Pommern und der Landkreis Randow, aber auch Privatpersonen beteiligt waren. Am 1. Januar 1940 wurde die AG in die Körperschaft des öffentlichen Rechts Pommersche Landesbahnen als „Casekow-Penkuner Bahn“ eingegliedert.
Die Betriebsführung hatte zunächst die Firma Lenz & Co. GmbH besorgt, ab 1910 der Provinzialverband Pommern, ab 1920 die Vereinigung mittelpommerscher Kleinbahnen, bis schließlich ab 1937 die Landesbahndirektion Pommern in Stettin an deren Stelle trat.
Nach Ende des Zweiten Weltkrieges wurde die Strecke als Reparationsleistung abgebaut, ihre Trasse wurde zudem auch von der Oder-Neiße-Grenze durchschnitten. Auf polnischer Seite blieb das Normalspurgleis auf dem Abschnitt Szczecin Gumieńce (Scheune) – Pomorzany  (Pommerensdorf) für den Güterverkehr erhalten.

## Betriebsstellen
Am 8. April 1899 wurde der Personenverkehr auf der Strecke aufgenommen. Der Kleinbahnhof Pommerensdorf ging erst am 25. Oktober desselben Jahres in Betrieb. Die Halte Zimmermannsdorf, Wartin Siedlung und Güstow wurden in den Jahren zwischen 1914 und 1936 das erste Mal bedient. Zwischen 1936/39 wurde der Haltepunkt Hohenholz Försterei eröffnet. Am 24. April 1945 wurde der Personenverkehr auf der gesamten Strecke eingestellt.

## Fahrzeuge
| Typ/Baureihe | Betriebsnummer | Betriebsnummer          | Bauart    | Baujahr   | Bemerkung                                                               |
| Typ/Baureihe | CPO            | Pommersche Landesbahnen | Bauart    | Baujahr   | Bemerkung                                                               |
| ------------ | -------------- | ----------------------- | --------- | --------- | ----------------------------------------------------------------------- |
| Lenz-Typ o   | 2o–5o          | 224–227                 | C n2t     | 1898–1900 | 1945 als Reparationsleistung an die Sowjetunion                         |
| Lenz-Typ M   | 10M            | 256                     | D n2t     | 1914      | 1945 als Reparationsleistung an die Sowjetunion                         |
|              | 211D1          | 271                     | 1'D1' h2t | 1930      | 1945 als Reparationsleistung an die Sowjetunion                         |
|              | T 1            | 1083                    | (1A)(A1)  | 1936      | Verbrennungstriebwagen, 1945 als Reparationsleistung an die Sowjetunion |

| Typ/Baureihe | Betriebsnummer | Betriebsnummer          | Bauart  | Baujahr | Bemerkung |
| Typ/Baureihe | CPO            | Pommersche Landesbahnen | Bauart  | Baujahr | Bemerkung |
| ------------ | -------------- | ----------------------- | ------- | ------- | --- |
|              | 1d             |                         | B n2t   | 1898    | 1931 verkauft an Zuckerfabrik Scheune |
|              | 6c             |                         | B n2t   | 1906    | 1922 verkauft an Bräuning & Stahlberg, Berlin                                                                                              |
|              | 7              |                         | B n2t   | 1881    | ehemals Altdamm-Colberger Eisenbahn-Gesellschaft 2a (pr. Stettin 1641), 1905 gekauft, 1917 verkauft                                        |
|              | 7b             |                         | C n2t   |         | 1917 bis 1929 im Bestand |
| pr. T 3      | 11c            | 27                      | C n2t   | 1892    | Preußische T 3 Breslau 6157, 1917 gekauft, 1940 im Bereich der Pommerschen Landesbahnen umgesetzt, 1949 bei der DR zu 89 6101 umgezeichnet |
| ELNA 6       | 51D            | 73                      | D h2t   | 1930    | 1945 im Bereich der Pommerschen Landesbahnen umgesetzt, 1949 bei der DR zu 92 6487 umgezeichnet                                            |
| ELNA 5H      | 52             | 41                      | 1'C h2t | 1943    | 1949 zu 91 6583 umgezeichnet |
|              | 3 (II)         |                         |         |         | nur 1936–1938 im Bestand |